# Rajd RAC 1966
Rajd RAC 1966 (23. RAC International Rally of Great Britain) – 23. edycja rajdu samochodowego Rajd RAC rozgrywanego w Wielkiej Brytanii. Rozgrywany był od 19 do 25 listopada 1966 roku. Była to czternasta runda Rajdowych Mistrzostw Europy w roku 1966.

## Klasyfikacja rajdu
| Miejsce                      | Kierowca                     | Pilot                        | Samochód                     | Czas                         | Strata                       |                              |
| Klasyfikacja generalna i ERC | Klasyfikacja generalna i ERC | Klasyfikacja generalna i ERC | Klasyfikacja generalna i ERC | Klasyfikacja generalna i ERC | Klasyfikacja generalna i ERC | Klasyfikacja generalna i ERC |
| ---------------------------- | ---------------------------- | ---------------------------- | ---------------------------- | ---------------------------- | ---------------------------- | ---------------------------- |
| 1.                           | Bengt Söderström             | Gunnar Palm                  | Ford Cortina Lotus MK1       | 7:55:15                      | 0.0                          |                              |
| 2.                           | Harry Källström              | Ragnar Håkansson             | Austin Mini Cooper S         | 8:08:50                      | +13:35                       |                              |
| 3.                           | Tom Trana                    | Sölve Andreasson             | Volvo 122 S                  | 8:09:50                      | +14:35                       |                              |
| 4.                           | Rauno Aaltonen               | Henry Liddon                 | Morris Mini Cooper S         | 8:10:22                      | +15:07                       |                              |
| 5.                           | Tony Fall                    | Mike Wood                    | Morris Mini Cooper S         | 8:15:17                      | +20:02                       |                              |
| 6.                           | Jårs Damberg                 | Rolf Riggare                 | Renault 8 Gordini            | 8:16:34                      | +21:19                       |                              |
| 7.                           | Ove Andersson                | John Davenport               | Lancia Fulvia Coupé HF       | 8:18:14                      | +22:59                       |                              |
| 8.                           | Anders Gullberg              | Lars Helmér                  | Opel Rekord                  | 8:22:34                      | +27:19                       |                              |
| 9.                           | Pat Moss-Carlsson            | Elisabeth Nyström            | Saab 96 Sport                | 8:23:12                      | +27:57                       |                              |
| 10.                          | Sylvia Österberg             | Inga-Lill Edenring           | Renault 8 Gordini            | 8:24:04                      | +28:49                       |                              |